# Фрідріх фон Тірш
Барон (з 1897) Фрідріх Максиміліан фон Тірш (нім. Friedrich von Thiersch 18 квітня 1852, Марбург — 23 грудня 1921, Мюнхен) — німецький архітектор і художник. Видний представник пізнього архітектурного історизму.

## Життєпис
Син педагога-філолога.
З 1868 по 1873 вивчав архітектуру в Штутгартському університеті. Мандруючи Італією та Грецією, здобув обширні архітектурно-історичні знання. Працював у франкфуртському архітектурному бюро.
У 1882 став професором Мюнхенського технічного університету, а в 1907 — ректором.
Автор низки архітектурних проектів у різних містах Німеччини, зокрема для імператорської сім'ї. Найзначнішою роботою Тірша є Палац правосуддя в Мюнхені (завершена в 1897). Серед його інших робіт — Курзал у Вісбадені (1907), три мости в Мюнхені, кілька пам'ятників, приватних будинків, громадських будівель та ін. 
Автор праці «Die Königsburg von Pergamon» (1882).
Лауреат кількох премій, включаючи перший приз (1883) на архітектурному конкурсі, пов'язаному із запланованим будівництвом Рейхстагу в Берліні (став переможцем разом з Паулем Валлотом). Також здобув малу золоту медаль на Міжнародній художній виставці в Берліні (1896).

Похований на кладовищі Вальдфрідхоф (Мюнхен) .

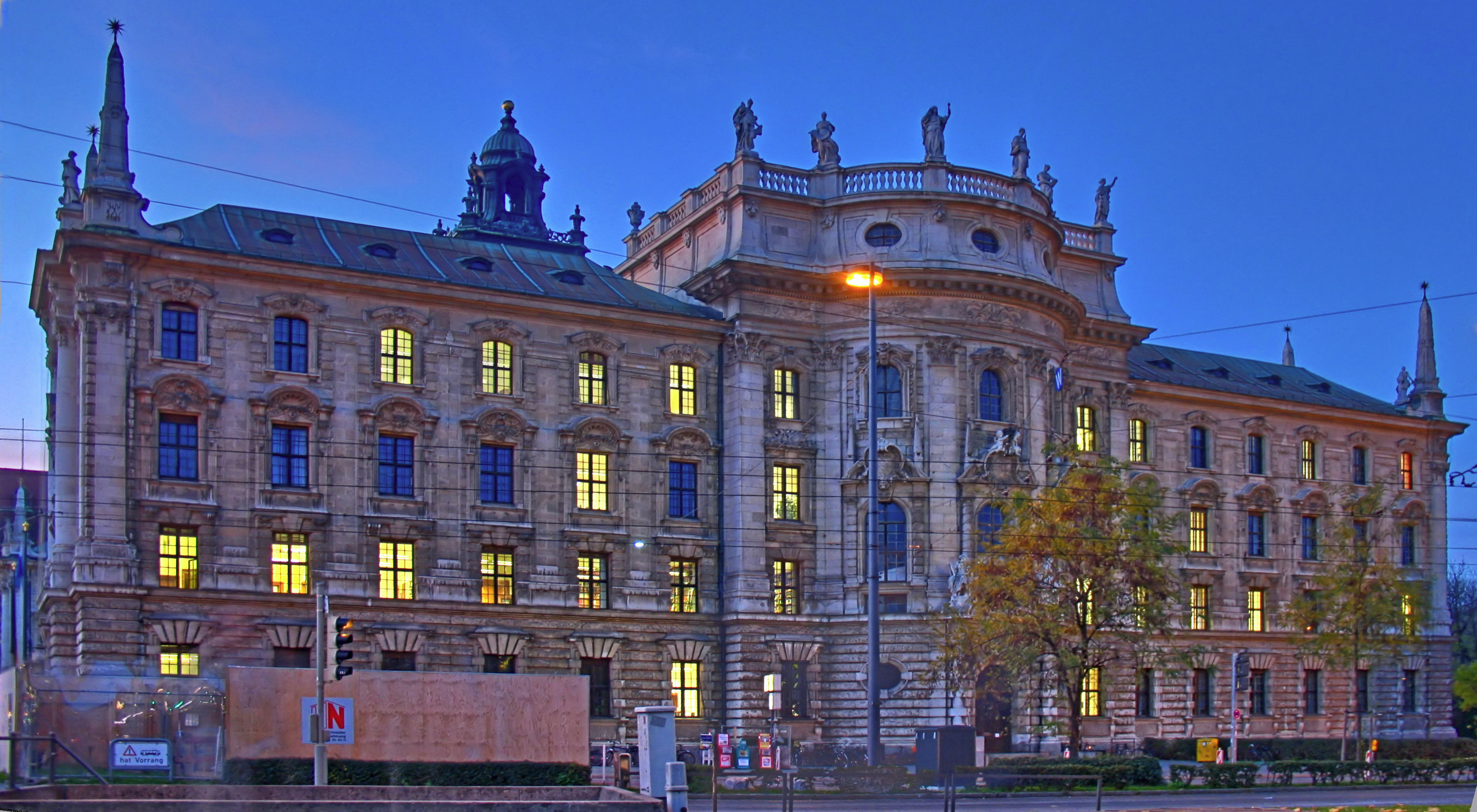
Палац Правосуддя (Мюнхен)
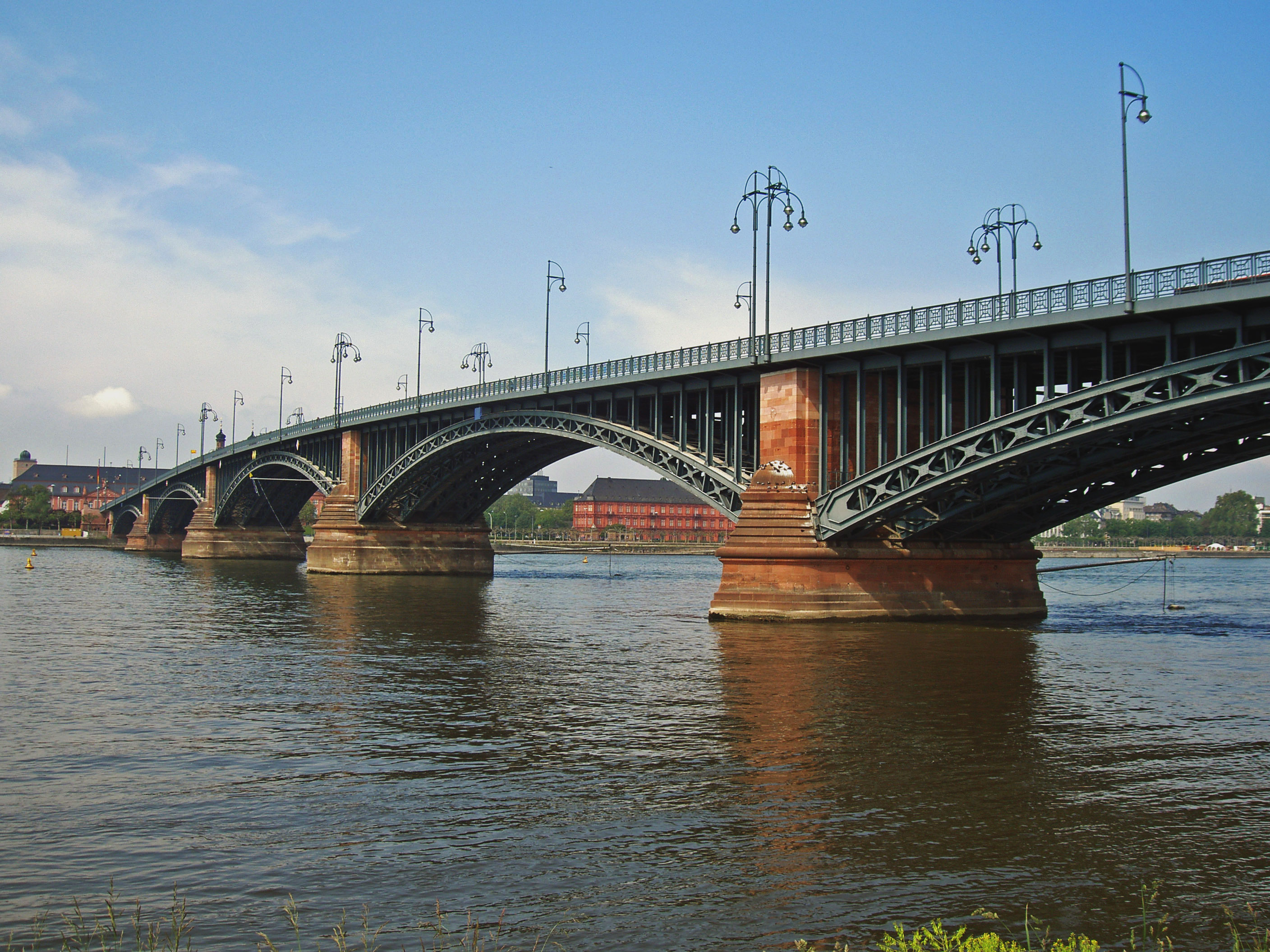
Міст Теодора Хойса (Майнц)
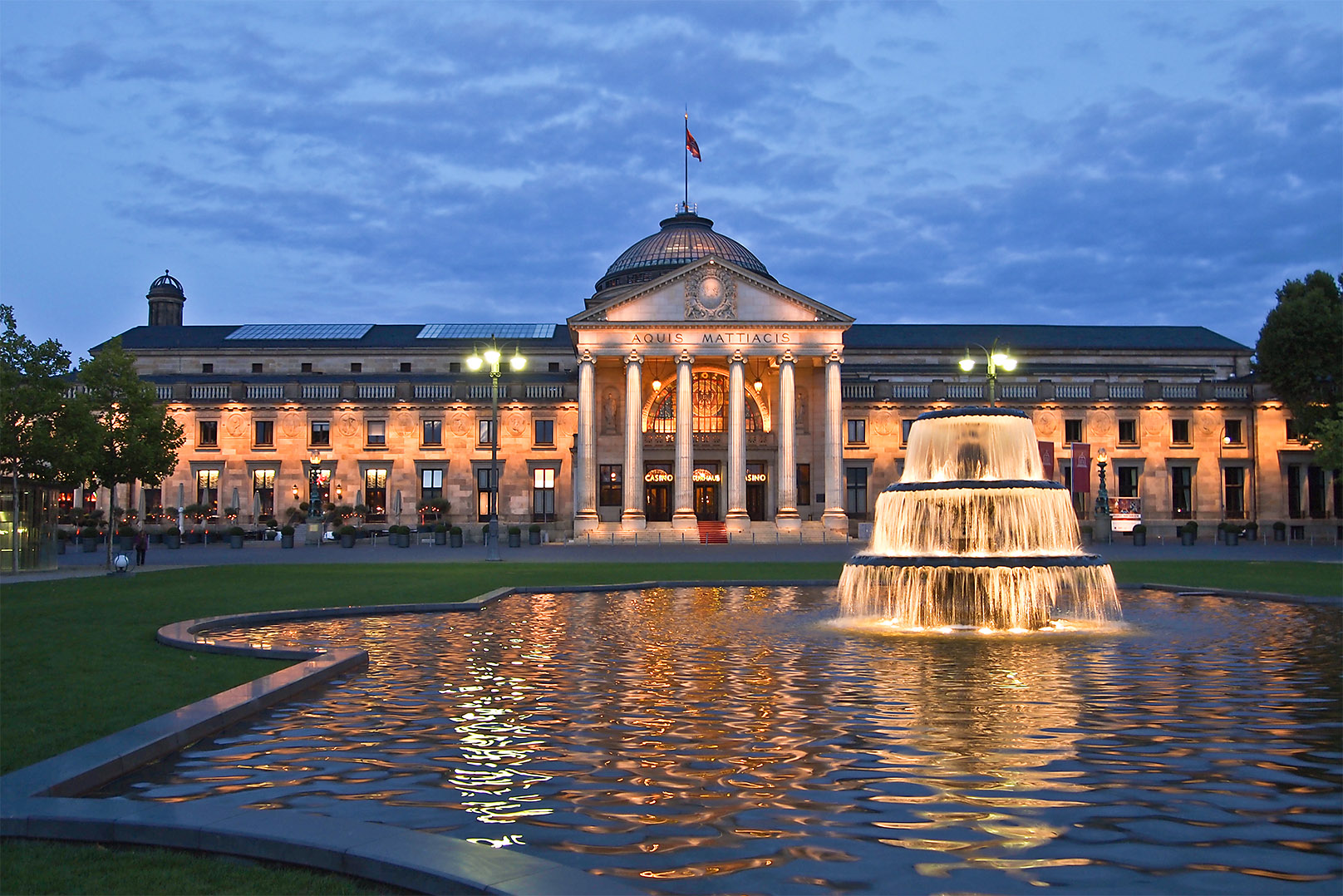
Курзал у Вісбадені
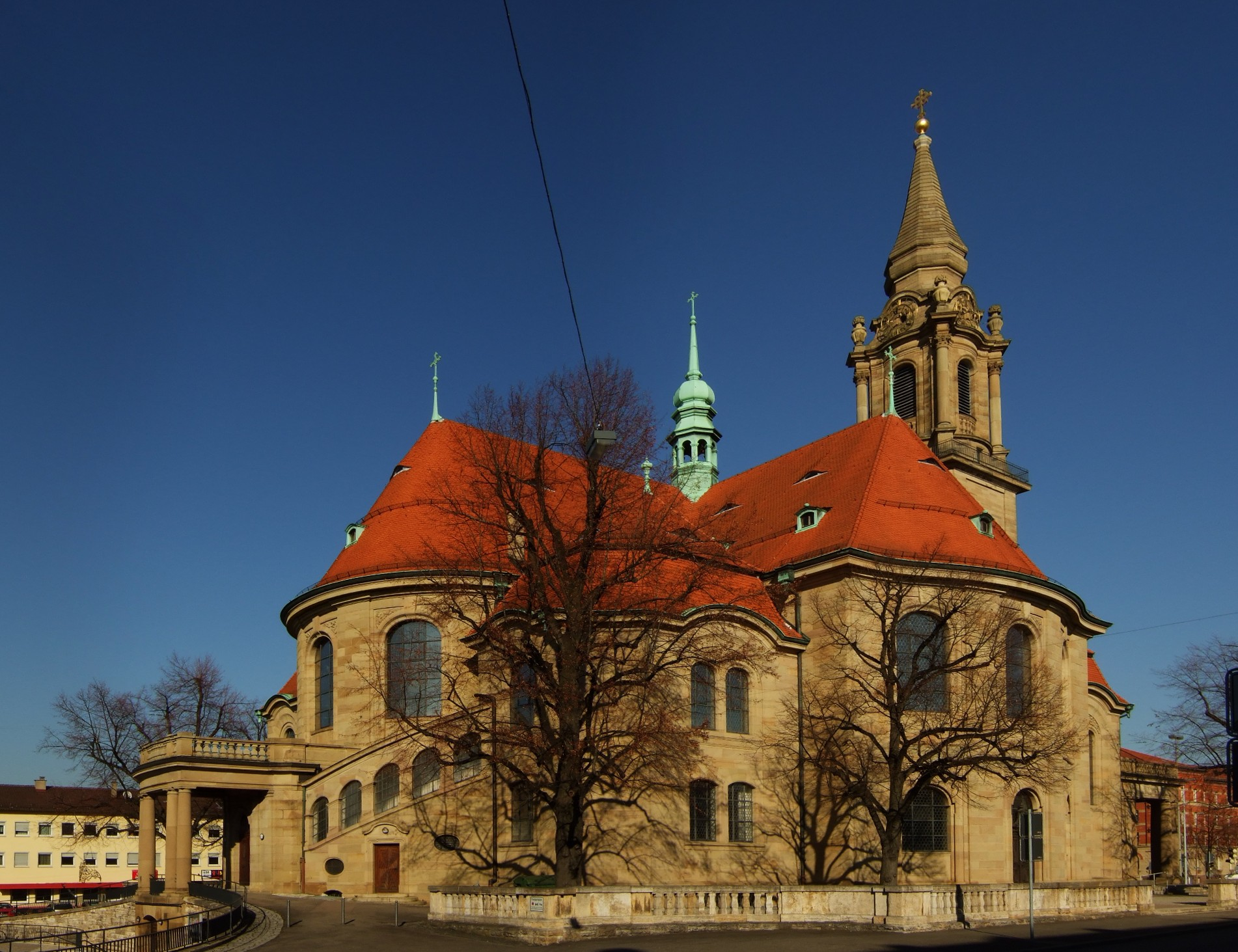
Церква в Людвігсбурзі

## Визнання
- Орден Максиміліана «За досягнення в науці і мистецтві» (Баварія)
- Орден Цивільних заслуг Баварської корони (1897)
- Нагороджений титулом барона (1897)
- Почесний доктор Віденського технічного університету
- Почесний громадянин міста Ліндау (Баварія)
- Член Шведської королівської академії вільних мистецтв (з 1901)